# Método de Wiener–Hopf
O Método de Wiener–Hopf é uma técnica amplamente utilizada em matemática aplicada. Foi desenvolvido inicialmente por Norbert Wiener e Eberhard Hopf como um método para resolver sistemas de equações integrais, porém foi aplicado com sucesso para resolver equações diferenciais parciais bidimensionais com condições de contorno mistas sobre o mesmo contorno. Em geral, o método explora as propriedades de funções complexas mediante transformação. A transformação típica utilizada é a transformada de Fourier, porém outras transformações já foram empregadas, como a transformada de Mellin.
Em geral, o problema de valores sobre o contorno é transformado, e o sistema resultante é usado para definir um par de funções complexas (tipicamente denotado com subscritos '+' e '-'), que são respectivamente analíticas nas metades superior e inferior do plano complexo, com crescimento não mais rápido que polinômios nestas regiões. Estas duas funções coincidem em alguma região do plano complexo, tipicamente uma tira estreita contendo o eixo real. A extensão analítica garante que estas duas funções definem uma função analítica simples em todo o plano complexo, e o Teorema de Liouville implica que esta função é um polinômio incógnito, que é normalmente zero ou constante. A análise das condições nas bordas e vértices possibilita determinar o grau deste polinômio.

## Decomposição de Wiener–Hopf
O ponto crucial em muitos problemas de Wiener-Hopf é decompor uma função arbitrária {\displaystyle \Phi } em duas funções {\displaystyle \Phi _{\pm }} com as propriedades acima delineadas. Em geral, isto pode ser feito escrevendo
{\displaystyle \Phi _{+}(\alpha )={\frac {1}{2\pi i}}\int _{C_{1}}\Phi (z){\frac {dz}{z-\alpha }}}
e
{\displaystyle \Phi _{-}(\alpha )=-{\frac {1}{2\pi i}}\int _{C_{2}}\Phi (z){\frac {dz}{z-\alpha }},}
onde os contornos {\displaystyle C_{1}} e {\displaystyle C_{2}} são paralelos ao eixo real, mas passam acima e abaixo do ponto {\displaystyle z=\alpha }, respectivamente.
Similarmente, funções escalares arbitrárias podem ser decompostas em um produto de funções +/-, isto é, {\displaystyle K(\alpha )=K_{+}(\alpha )\,K_{-}(\alpha )}, primeiramente tomando o logarítmo, e então procedendo a decomposição de soma. Decomposição de produtos de funções matriciais (que ocorrem em sistemas multi-modais acoplados tal como em ondas elásticas) são mais problemáticos, pois o logarítmo não é bem definido, e qualquer decomposição pode ser não-comutativa. Uma pequena subclasse de decomposições comutativas foi obtida por Khrapkov, e vários métodos aproximados foram também desenvolvidos.

## Exemplo
Consideremos a equação diferencial parcial linear
{\displaystyle {\boldsymbol {L}}_{xy}f(x,y)=0,}
onde {\displaystyle {\boldsymbol {L}}_{xy}} é um operador linear que contém derivadas em relação a {\displaystyle x} e {\displaystyle y}, sujeita a condições mistas sobre {\displaystyle y=0}, para uma função prescrita {\displaystyle g(x)},
{\displaystyle f=g(x)} para {\displaystyle x\leq 0,\quad f_{y}=0} quando {\displaystyle x>0},
decaindo no infinito, isto é, {\displaystyle f\rightarrow 0} com {\displaystyle {\boldsymbol {x}}\rightarrow \infty }. Aplicando a transformada de Fourier em relação a x, resulta na seguinte equação diferencial ordinária
{\displaystyle {\boldsymbol {L}}_{y}{\hat {f}}(k,y)-P(k,y){\hat {f}}(k,y)=0,}
onde {\displaystyle {\boldsymbol {L}}_{y}} é um operador linear contendo somente derivadas em {\displaystyle y}, {\displaystyle P(k,y)} é uma função de {\displaystyle y} e {\displaystyle k} conhecida e
{\displaystyle {\hat {f}}(k,y)=\int _{-\infty }^{\infty }f(x,y)e^{-ikx}{\textrm {d}}x.}
Se uma solução particular desta equação diferencial ordinária que satisfaz o decaimento necessário no infinito é denotada por {\displaystyle F(k,y)}, uma solução geral pode ser expressa como
{\displaystyle {\hat {f}}(k,y)=C(k)F(k,y),}
sendo {\displaystyle C(k)} uma função incógnita a ser determinada pelas condições de contorno sobre {\displaystyle y=0}.
O ponto crucial é decompor {\displaystyle {\hat {f}}} em duas funções {\displaystyle {\hat {f}}_{+}} e {\displaystyle {\hat {f}}_{-}}, analíticas nos semi-planos superior e inferior do plano complexo, respectivamente
{\displaystyle {\hat {f}}_{+}(k,y)=\int _{0}^{\infty }f(x,y)e^{-ikx}{\textrm {d}}x,}
{\displaystyle {\hat {f}}_{-}(k,y)=\int _{-\infty }^{0}f(x,y)e^{-ikx}{\textrm {d}}x.}
As condições de contorno fornecem então
{\displaystyle {\hat {g}}(k)+{\hat {f}}_{+}(k,0)={\hat {f}}_{-}(k,0)+{\hat {f}}_{+}(k,0)={\hat {f}}(k,0)=C(k)F(k,0)}
e, com derivadas parciais em relação a {\displaystyle y},
{\displaystyle {\hat {f}}'_{-}(k,0)={\hat {f}}'_{-}(k,0)+{\hat {f}}'_{+}(k,0)={\hat {f}}'(k,0)=C(k)F'(k,0).}
Eliminando {\displaystyle C(k)} resulta
{\displaystyle {\hat {g}}(k)+{\hat {f}}_{+}(k,0)={\hat {f}}'_{-}(k,0)/K(k),}
com
{\displaystyle K(k)={\frac {F'(k,0)}{F(k,0)}}.}
Agora {\displaystyle K(k)} como o produto das funções {\displaystyle K_{-}} e {\displaystyle K_{+}}, que são analíticas nos semi-planos superior e inferior, respectivamente, ou seja, {\displaystyle K(k)=K_{+}(k)K_{-}(k),} onde
{\displaystyle {\hbox{log}}K_{-}={\frac {1}{2\pi i}}\int _{-\infty }^{\infty }{\frac {{\hbox{log}}(K(z))}{z-k}}{\textrm {d}}z,\quad {\hbox{Im}}k>0,}
{\displaystyle {\hbox{log}}K_{+}=-{\frac {1}{2\pi i}}\int _{-\infty }^{\infty }{\frac {{\hbox{log}}(K(z))}{z-k}}{\textrm {d}}z,\quad {\hbox{Im}}k<0.}
Consequentemente,
{\displaystyle K_{+}(k){\hat {g}}_{+}(k)+K_{+}(k){\hat {f}}_{+}(k,0)={\hat {f}}'_{-}(k,0)/K_{-}(k)-K_{+}(k){\hat {g}}_{-}(k),}
onde foi assumido que {\displaystyle g} pode ser decomposta na soma de duas funções {\displaystyle g_{+}} e {\displaystyle g_{-}}, que são analíticas nos semi-planos superior e inferior, respectivamente. Agora, como o lado esquerdo da equação acima é analítico no semi-plano inferior, enquanto o lado direito é analítico no semi-plano superior, a continuação analítica garante a existência de uma função em todo o plano, que coincide com o lado esquerdo ou com o lado direito em seus respectivos semi-planos. Além disso, como pode ser mostrado que as funções em cada um dos lados da equação acima decaem para grandes valores de {\displaystyle k}, a aplicação do teorema de Liouville mostra que esta única função é identicamente zero, e portanto,
{\displaystyle {\hat {f}}_{+}(k,0)=-{\hat {g}}_{+}(k),}
e assim
{\displaystyle C(k)={\frac {{\hat {g}}(k)-{\hat {g}}_{+}(k)}{F(k,0)}}.}